# Луїзіана (музей)
«Луїзіана» (дан. Louisiana) — данський музей сучасного мистецтва, розташований у Хумлебеку на березі Ересунну, в 35 км на північ від Копенгагена.
Музей містить велику колекцію живопису і скульптури XX століття, включаючи твори таких авторів як Рой Ліхтенштейн, Енді Уорхол, Ансельм Кіфер, Альберто Джакометті, Пабло Пікассо, Ів Кляйн, Асгер Йорн, Френсіс Бекон, Макс Ернст, Генрі Мур, роботи російських авангардистів.
Назва музею походить від назви маєтку, закладеного в 1855 році придворним єгером Олександром Бруном і названим так на честь трьох його дружин, кожну з яких звали Луїза. Музей був заснований в 1958 році Кнудом В. Йенсеном (дан. Knud W. Jensen. Музей перебудовувався у 1966, 1971, 1976, 1982, 1991, 1994 і 1998 роках. «Луїзіана» займає площу 11,5 тис. м², з яких 7 500 м² використовуються для виставкових цілей.
Щорічно в «Луїзіані» проходять декілька спеціальних експозицій сучасних авторів, проводяться концерти.
- 20 лютого — 29 липня 2008 — експозиція робіт Сезанна і Джакометті.

## Ресурси Інтернету
- Сайт музею «Луїзіана» [Архівовано 23 липня 2003 у Wayback Machine.]
- Вікісховище має мультимедійні дані за темою: Louisiana Museum of Modern Art
- Louisiana Channel official website [Архівовано 5 березня 2013 у Wayback Machine.]
- Louisiana Music official website [Архівовано 7 вересня 2018 у Wayback Machine.]

1. ↑  archINFORM — 1994.
2. ↑  Find vej
3. ↑  Louisianas Historie — Louisiana.